# 1576 год
1576 (ты́сяча пятьсо́т се́мьдесят шесто́й) год  по юлианскому календарю — високосный год, начинающийся в воскресенье. Это 1576 год нашей эры, 6‑й год 8‑го десятилетия XVI века 2‑го тысячелетия, 7‑й год 1570‑х годов. Он закончился 449 лет назад.
| Пн | Вт | Ср | Чт | Пт | Сб | Вс |
|    |    |    |    |    |    | 1  |
| 2  | 3  | 4  | 5  | 6  | 7  | 8  |
| 9  | 10 | 11 | 12 | 13 | 14 | 15 |
| 16 | 17 | 18 | 19 | 20 | 21 | 22 |
| 23 | 24 | 25 | 26 | 27 | 28 | 29 |
| 30 | 31 |    |    |    |    |    |

| Пн | Вт | Ср | Чт | Пт | Сб | Вс |
|    |    | 1  | 2  | 3  | 4  | 5  |
| 6  | 7  | 8  | 9  | 10 | 11 | 12 |
| 13 | 14 | 15 | 16 | 17 | 18 | 19 |
| 20 | 21 | 22 | 23 | 24 | 25 | 26 |
| 27 | 28 | 29 |    |    |    |    |

| Пн | Вт | Ср | Чт | Пт | Сб | Вс |
|    |    |    | 1  | 2  | 3  | 4  |
| 5  | 6  | 7  | 8  | 9  | 10 | 11 |
| 12 | 13 | 14 | 15 | 16 | 17 | 18 |
| 19 | 20 | 21 | 22 | 23 | 24 | 25 |
| 26 | 27 | 28 | 29 | 30 | 31 |    |

| Пн | Вт | Ср | Чт | Пт | Сб | Вс |
|    |    |    |    |    |    | 1  |
| 2  | 3  | 4  | 5  | 6  | 7  | 8  |
| 9  | 10 | 11 | 12 | 13 | 14 | 15 |
| 16 | 17 | 18 | 19 | 20 | 21 | 22 |
| 23 | 24 | 25 | 26 | 27 | 28 | 29 |
| 30 |    |    |    |    |    |    |

| Пн | Вт | Ср | Чт | Пт | Сб | Вс |
|    | 1  | 2  | 3  | 4  | 5  | 6  |
| 7  | 8  | 9  | 10 | 11 | 12 | 13 |
| 14 | 15 | 16 | 17 | 18 | 19 | 20 |
| 21 | 22 | 23 | 24 | 25 | 26 | 27 |
| 28 | 29 | 30 | 31 |    |    |    |

| Пн | Вт | Ср | Чт | Пт | Сб | Вс |
|    |    |    |    | 1  | 2  | 3  |
| 4  | 5  | 6  | 7  | 8  | 9  | 10 |
| 11 | 12 | 13 | 14 | 15 | 16 | 17 |
| 18 | 19 | 20 | 21 | 22 | 23 | 24 |
| 25 | 26 | 27 | 28 | 29 | 30 |    |

| Пн | Вт | Ср | Чт | Пт | Сб | Вс |
|    |    |    |    |    |    | 1  |
| 2  | 3  | 4  | 5  | 6  | 7  | 8  |
| 9  | 10 | 11 | 12 | 13 | 14 | 15 |
| 16 | 17 | 18 | 19 | 20 | 21 | 22 |
| 23 | 24 | 25 | 26 | 27 | 28 | 29 |
| 30 | 31 |    |    |    |    |    |

| Пн | Вт | Ср | Чт | Пт | Сб | Вс |
|    |    | 1  | 2  | 3  | 4  | 5  |
| 6  | 7  | 8  | 9  | 10 | 11 | 12 |
| 13 | 14 | 15 | 16 | 17 | 18 | 19 |
| 20 | 21 | 22 | 23 | 24 | 25 | 26 |
| 27 | 28 | 29 | 30 | 31 |    |    |

| Пн | Вт | Ср | Чт | Пт | Сб | Вс |
|    |    |    |    |    | 1  | 2  |
| 3  | 4  | 5  | 6  | 7  | 8  | 9  |
| 10 | 11 | 12 | 13 | 14 | 15 | 16 |
| 17 | 18 | 19 | 20 | 21 | 22 | 23 |
| 24 | 25 | 26 | 27 | 28 | 29 | 30 |

| Пн | Вт | Ср | Чт | Пт | Сб | Вс |
| 1  | 2  | 3  | 4  | 5  | 6  | 7  |
| 8  | 9  | 10 | 11 | 12 | 13 | 14 |
| 15 | 16 | 17 | 18 | 19 | 20 | 21 |
| 22 | 23 | 24 | 25 | 26 | 27 | 28 |
| 29 | 30 | 31 |    |    |    |    |

| Пн | Вт | Ср | Чт | Пт | Сб | Вс |
|    |    |    | 1  | 2  | 3  | 4  |
| 5  | 6  | 7  | 8  | 9  | 10 | 11 |
| 12 | 13 | 14 | 15 | 16 | 17 | 18 |
| 19 | 20 | 21 | 22 | 23 | 24 | 25 |
| 26 | 27 | 28 | 29 | 30 |    |    |

| Пн | Вт | Ср | Чт | Пт | Сб | Вс |
|    |    |    |    |    | 1  | 2  |
| 3  | 4  | 5  | 6  | 7  | 8  | 9  |
| 10 | 11 | 12 | 13 | 14 | 15 | 16 |
| 17 | 18 | 19 | 20 | 21 | 22 | 23 |
| 24 | 25 | 26 | 27 | 28 | 29 | 30 |
| 31 |    |    |    |    |    |    |

## События
- 1493—1593 — Столетняя хорватско-османская война. Серия вооружённых конфликтов между Королевством Хорватия и Османской империей[1].
- 1507—1622 — Португало-персидская война. Ряд вооружённых конфликтов между колониалистской Португалией и вассальным Ормузом, с одной стороны, и Сефевидской империей, поддерживаемой англичанами, с другой[2].
- 1511—1641 — Малайско-португальская война. Вооружённый конфликт XVI—XVII веков, в котором Малаккский султанат при поддержке империи Мин, Голландской Ост-Индской компании (с 1607) и Джохора безуспешно сопротивлялся Португальской империи, стремившейся захватить Малакку и установить контроль над торговлей между Индией и Китаем[3].
- 1566—1609 — первый этап Нидерландской буржуазной революции (Восьмидесятилетняя война). Религиозно-идеологическая, политическая и социально-экономическая борьба Семнадцати провинций за независимость от испанского владычества[4].
  - 4 ноября — испанская ярость. Разграбление и поджог испанскими солдатами Антверпена и убийству около 8 тысяч его жителей (почти десятая часть горожан). Было сожжено свыше 600 домов горожан, свыше 10000 жителей были убиты или сброшены в воду[5].
- 1574—1576 — закончилась Пятая гугенотская война[6].
  - Образование гугенотской Конфедерации в Южной Франции и Католической лиги в Перронне во главе с Гизами.
  - 6 мая — Эдикт Больё подписан королём Франции Генрихом III. Генеральные штаты в Блуа отказались ратифицировать этот эдикт, следствием чего стало возобновление военных действий[6].
- 1575—1577 — Данцигское восстание. Восстание вольного города Данциг против результатов польско-литовских королевских выборов 1576 года[7].
- 1575—1577 — чума Святого Карла. Эпидемия чумы, поразившая территории центральной Европы и Северной Италии[8].
- 1576—1577 — началась Шестая гугенотская война[6].
- Испанские солдаты в Нидерландах подняли мятеж, сместили командиров и двинулись на юг:
  - 4 сентября — отряд городской милиции Брюсселя арестовал членов госсовета. Народные массы восстали. Власть перешла к Генеральным Штатам. Испанские войска овладели цитаделями в Антверпене, Генте, Алосте и других городах. В Генте собрались Генеральные Штаты.
  - 4 ноября — испанские наёмники заняли, разграбили и разгромили Антверпен («Испанская ярость»).
- 8 ноября — Генеральные Штаты приняли «Гентское умиротворение».
- Установление прямой османской администрации на территории Верхнего Египта. До этого большая часть Верхнего Египта находилась под фактической властью бедуинских шейхов.
- Абдулла овладел Ташкентом и Самаркандом.

## Русское государство
Царствование: 1533—1584 — Иван IV Васильевич Грозный и Симеон Бекбулатович (1575 — до осени 1576)
- 1558 — 1583 — Ливонская война[9].
  - Январь — русские войска, возобновившие военные действия в Ливонии в декабре 1575 года, занимают крепости: Коловерь, Гапсаль (сов. Хаапсалу), Падис (сов. Падизе), Лоде (сов. Колувере) и Вайсенштейн[9][10].
  - 13 июля — Иван Грозный из Пскова начинает крупномасштабный поход направленный на владения Речи Посполитой в Ливонии. В хрониках (начиная с труда Р. Гейденштейна) получила название «Московской войны»[9].
  - Лето — русские войска взяли более 20 городов: Люцин (сов. Лудза), Розиттен (сов. Резекне), Динабург (сов. Даугавпилс), Шванебург (сов. Гулбене), Крейцбург (сов. Крустпилс) и другие[9].
  - Лето — Русское государство распространило свой контроль почти на всю Ливонию севернее Западной Двины и большую часть Эстляндии (за исключением Риги, Ревеля, шведских и датских владений)[9].
  - Король Магнус, участвовавший в походе с войском своих ливонских подданных, взбунтовался и заявил, что занятые города принадлежат его Ливонскому королевству. Иван Грозный был вынужден вновь приводить в покорность города присягнувшие Магнусу (перешел на сторону польского короля в 1578 году)[9].
  - 23 октября — большое русское войско с артиллерией выступает к Колывани (начало осады в январе 1577 года)[10].
- 1573—1582 — Война Строгановых. Конфликт между Сибирским ханством и землями Строгановых в Русском царстве за Пермские земли[11].
- Январь — в послании Ивана Грозного к Польскому Сенату и Литовской Раде, царь настаивал на избрании его самого или сына Фёдора Ивановича, но допускал и кандидатуры Габсбургов[12].
- 7 июля—17 сентября предварительное соглашение между Иваном Грозным и Максимилианом II (ум. октябрь 1576) о разделе Речи Посполитой, который открыл бы Ивану Грозному не только признание титула царя и господаря «всея Руси», но и расширение государства как за счёт уже завоёванных территорий польской короны и литовского государя, так и за счёт уступок со стороны Габсбургов[12].
- Конец августа — начало сентября — Иван Грозный сводит с престола Симеона Бекбулатовича и даёт ему в удел Тверь и Торжок с титулом «великого князя Тверского»[10].
- Ноябрь — в дипломатическом послании Иван Грозный о своего имени и от имени Боярской думы фактически объявил польскому королю Стефану Батория и сенаторам Речи Посполитой ультиматум с требованием признать царский титул, а также титульное право московской власти на Смоленск, Полоцк и Ливонию (см. 1578 год)[12]
- 29 ноября — в Можайске торжественно встретили и провели переговоры с послом Священной Римской империи[13].
- Пожалованы окольничеством: Годунов Степан Васильевич, Шеин Борис Васильевич[14].
- Пожалованы боярством: Мстиславский Фёдор Иванович (в этом же году пожалован кравчий)[15].
- На службу Государю выехал родоначальник дворянского рода: Деденевы[16].
- Местничество:
  - Зюзин Василий Григорьевич и Нагой Фёдор Фёдорович[17].
  - Квашнин Ждан Иванович и Бутурлин Л. А. (повторно, недовольство решением местнического дела 1575 года)[17].
  - Куракин Григорий на племянника Куракина Ивана (царём дана им невместная грамота)[18].
- Русское посольство в Регенсбурге — см. Русское посольство (гравюра 1576 года).
- В Александровской слободе существовала одна из первых русских типографий, в которой была напечатана «Псалтырь Слободская»[19].
- В Нижегородской области основано село Богородское (первое упоминание 1561 год).

### Руководители приказов
| Года      | Приказ            | Ф,И,О главы               | Примечания |
| --------- | ----------------- | ------------------------- | ---------- |
| 1570-1594 | Посольский приказ | Щелкалов Андрей Яковлевич |            |
| 1570-1588 | Казанского дворца | Щелкалов Андрей Яковлевич |            |
|           |                   |                           |            |

## Начало правления
См. также: Список глав государств в 1576 году
- 1576—1612 — Император Священной Римской империи Рудольф II.
- 1576—1586 — коронован король Польши (Речи Посполитой) Стефан Баторий (избран в 1575 году)[21][22].
- 1576—1581 — князь Трансильвании Криштоф Баторий, младший брат Стефана Батория[22].

## Наука
- Томас Диггес создал модель бесконечной гелиоцентрической Вселенной.

## Родились
См. также: Категория:Родившиеся в 1576 году
- Боргезе, Шипионе — итальянский кардинал, племянник папы римского Павла V, меценат и коллекционер искусства.
- Уилкс, Томас — английский композитор и органист.
- Франсиско Эррера Старший — испанский живописец.

## Скончались
См. также: Категория:Умершие в 1576 году
- 11 апреля — Варсонофий II (епископ Тверской), святой Русской церкви.
- 27 августа — Тициан, итальянский художник эпохи Возрождения.
- Гарсия де Кастро, Лопе — испанский колониальный чиновник. Работал в Совете по Индии, а также в королевской аудиенции Панамы и Лимы. С 1564 по 1569 год исполнял обязанности вице-короля Перу.
- Гоити, Мартин де — испанский военнослужащий, мореплаватель, принимавший участие в операциях в Тихом океане и в Восточных Индиях с 1565 г. После 1569 г. находился под командованием Мигеля Лопеса де Легаспи, с которым воевал против раджи Сулеймана III, правителя Манилы, за установление контроля над местными территориями.
- Кардано, Джероламо — итальянский математик XVI века, инженер, философ, медик и астролог. В его честь названы формулы решения кубического уравнения и карданный вал.
- Койтер, Волхер — нидерландский анатом и врач.
- Алоизий Лилиус — итальянский врач, астроном, философ и хронолог, а также автор предложений, которые легли в основу календарной реформы 1582 года.
- Медичи, Изабелла — дочь Элеоноры Толедской и великого герцога Тосканы Козимо I.
- Максимилиан II — император Священной Римской империи с 1564 по 1567 год.
- Рекесенс-и-Суньига, Луис де — испанский наместник Нидерландов с 1573 по 1576 годы.
- Сакс, Ганс — главный поэт немецкого Возрождения, мейстерзингер и драматург.
- Сальседо, Хуан де — испанский исследователь Филиппинских островов, внук Мигеля де Легаспи, один из последних конкистадоров.
- Тахмасп I — Шах Ирана, второй шах династии Сефевидов. Старший сын Исмаила I, основателя династии Сефевидов.
- Фридрих III Благочестивый — курфюрст пфальцский с 1559 по 1576 год.